# Богатов (хутор)
Богатов — хутор в Белокалитвинском районе Ростовской области. Входит в Краснодонецкое сельское поселение.

### Образование

#### Муниципальное бюджетное общеобразовательное учреждение Богатовская основная общеобразовательная школа
Программа начального общего образования - 4 года, программа основного общего образования - 5 лет. Форма обучения: очная. Язык обучения: русский.
История 
В 1896 году на небольшой открытой площадке была построена церковно-приходская школа, состоящая из трех зданий: для первого, второго и третьего года обучения.
После установления советской власти на Дону в хуторе была построена новая начальная школа. Первыми учителями были Марфа Микифоровна Назарова и Мария Семеновна Рубашкина. Школа была деревянная. Здание было разделено на большой коридор, три комнаты и еще одна, где жил учитель. В школе было три класса.
В 1957 г. новая школа открыла двери для своих учеников.

### Уличная сеть
| - ул. Береговая - ул. Ветеранов - ул. Загорская - ул. Крайняя - ул. Набережная | - ул. Песчаная - ул. Солнечная - ул. Сосновая - ул. Станкевского - ул. Школьная | - пер. Казачий - пер. Короткий - пер. Степной |

## Население
| 1989 | 2002 | 2010 |
| ---- | ---- | ---- |
| 549  | ↗652 | ↘607 |